# Битка при Ощима
Битката при Ощима (на гръцки: Η μάχη στο Όστιμα) е бой между четата на войводата на Вътрешната македоно-одринска революционна организация Митре Влаха и гръцката андартска чета на Евтимиос Каудис, станал на 17 (30) септември 1904 година край костурското село Ощима. Битката е първото въоръжено стълкновение между българска и гръцка чета по време на Гръцката въоръжена пропаганда в Македония.

## История
През август 1904 година андартската чета на Евтимиос Каудис се появява в Костурско и се установява в района на влашкото гъркоманско село Писодер и българското, отчасти гъркоманско Желево, откъдето е вторият му капитан Павел Киров. Каудис се опитва да повдигне гръцкия дух в Костурско, който силно пострадва след Илинденско-Преображенското въстание, когато българските села масово започват да се отказват от Патриаршията и да стават екзархистки. Каудис се стреми към сблъсък с местните български чети, за да може да повдигне авторитета си и да успокои гъркоманите в района.
На 17 септември четата му, разположена между Писодерския манастир „Света Троица“ и Писодер, получава известие от желевчанина Илия Касдукис, че четата на Митре Влаха е между Търнава и Ощима. Каудис разделя четата си на четири и прави засада, но Митре Влаха по друг път пристига в Ощима. На другия ден гърците навлизат в селото, за да дадат битка в него, но българите ги усещат и решават да излязат извън селото. Така се сблъскват лице в лице и гърците са принудени да отстъпят и да се укрепят в покрайнините. Българската чета се укрепява в къщите и поддържа стрелба по хората на Каудис като същевременно два отряда се опитват да ги обкръжат. Каудис усеща обкръжението и заповядва изтегляне извън селото и укперяване на хълма. Трима от четниците му обаче – Ставрос Зулис, Емануил Скундрис и Динас Стерьос не успяват да се изтеглят и са обградени в селото. Успяват да убият Костандо, заместника на Митре Влаха, който с трима четници се опитва да овладее хълма. Каудис с половината от хората си прави три неуспешни опита да пробие българския обръч, но в крайна сметка под прикрието на огъня им – тримата му четници се укрепяват в една къща.
В това време в битката се намесва българска милиция от околните екзархийски села Търнава, Кономлади, Брезница и Бесвина, както и гъркоманска милиция от Желево. Българите правят опит да нахлуят в Желево, но са отблъснати. В подкрепа на българска страна се явява и милиция от преспанските села, а на гръцка около 12 часа - милиция от Писодер, начело със Ставрос Цамис и турски войници. Българите успяват да запалят къщата, в която са се укрепили Зулис, Скундрис и Стерьос, но те се преместват в друга. След появата на аскера битката край селото затихва и продължава единствено обсадата на тримата гръцки четници в селото. При настъпването на тъмнината Каудис прави последен опит да спаси обградените, но е отблъснат и се прибира в Желево. При изтеглянето му тримата успяват да се измъкнат. Според спомените на Каудис българите губят деветима четници, а от гръцка страна са ранени Йоанис Сейменис и Емануил Скундрис.
Според други данни българите губят 12 души, а от гръцка страна има само един ранен.
Българският неуспех да унищожат гръцката чета при Ощима повдига духа на гъркоманите в района и създава условия за увеличаване на подкрепата за следващите гръцки чети.